# جائزة الروح المستقلة لأفضل ممثل رئيسي
جائزة الروح المستقلة لأفضل ممثل رئيسي هي أحد جوائز الروح المستقلة وتمنح لأفضل ممثل رئيسي في فيلم طويل.

## الفائزون
الفائزون بالجائزة:  
- كيسي أفليك (سنة 2016) (عن عمل مانشستر باي ذا سي)
- إبراهيم عطاه (سنة 2015) (عن عمل Beasts of No Nation)
- مايكل كيتون (سنة 2014) (عن عمل الرجل الطائر)
- ماثيو ماكونهي (سنة 2013) (عن عمل نادي دالاس للمشترين)
- جون هوكس (سنة 2012) (عن عمل الجلسات)
- جان دوجردان (سنة 2011) (عن عمل الفنان)
- جيمس فرانكو (سنة 2010) (عن عمل 127 ساعة)
- جيف بريدجز (سنة 2009) (عن عمل قلب مجنون)
- ميكي رورك (سنة 2008) (عن عمل المصارع)
- فيليب سيمور هوفمان (سنة 2007) (عن عمل The Savages)
- رايان غوسلينغ (سنة 2006) (عن عمل Half Nelson)
- فيليب سيمور هوفمان (سنة 2005) (عن عمل كابوت)
- بول جياماتي (سنة 2004) (عن عمل الطرق الجانبية)
- بيل موري (سنة 2003) (عن عمل ضائع في الترجمة)
- ديريك لوك (سنة 2002) (عن عمل أنتون فيشر)
- طوم ويلكينسون (سنة 2001) (عن عمل في غرفة النوم)
- خافيير باردم (سنة 2000) (عن عمل قبل حلول المساء)
- ريتشارد فارنسورث (سنة 1999) (عن عمل القصة المستقيمة)
- إيان ماكيلين (سنة 1998) (عن عمل Gods and Monsters)
- روبرت دوفال (سنة 1997) (عن عمل The Apostle)
- ويليام ميسي (سنة 1996) (عن عمل فارغو)
- شون بن (سنة 1995) (عن عمل الميت الذي يمشي)
- صامويل جاكسون (سنة 1994) (عن عمل خيال رخيص)
- جيف بريدجز (سنة 1993) (عن عمل American Heart)
- هارفي كيتل (سنة 1992) (عن عمل Bad Lieutenant)
- ريفر فوينكس (سنة 1991) (عن عمل بلدي الخاصة أيداهو)
- داني غلوفر (سنة 1990) (عن عمل To Sleep with Anger)
- مات ديلون (سنة 1989) (عن عمل Drugstore Cowboy)
- إدوارد جيمس أولموس (سنة 1988) (عن عمل Stand and Deliver)
- دينيس كويد (سنة 1987) (عن عمل The Big Easy)
- جيمس وودز (سنة 1986) (عن عمل سلفادور)
- مايكل إيمت ولش (سنة 1985) (عن عمل Blood Simple)